# خضربیگ
خضربیگ نام روستایی تاریخی از توابع بخش بررود شهرستان کوهسرخ در استان خراسان رضوی است و این روستا در دهستان تکاب قرار دارد. براساس سرشماری سال ۱۳۸۵ جمعیت آن ۱٬۱۵۸ نفر (۲۸۹ خانوار) بوده است.